# ルカ・ルチーニ
ルカ・ルチーニ（Luca Lucini, 1967年11月26日 - ）はイタリアの映画監督である。

## 略歴
ヴィデオクリップやCMから映像の仕事に関わるようになる。自ら脚本を執筆せず、もっぱら監督業に専念している。これは、監督業はもちろん、脚本や編集までを行うことが多い現代イタリアの映画監督の中では珍しい。第10回イタリア映画祭のゲストとして来日。

## 監督作品
- Tre metri sopra il cielo (2004)
- L'uomo perfetto (2005)
- Amore, bugie e calcetto (2008)
- Solo un padre (2008)
- Oggi sposi (2009)
- La donna della mia vita (2010)